# I quattro del Pater Noster
I quattro del Pater Noster ist eine im deutschsprachigen Raum nicht aufgeführte Italowestern-Komödie, eine Parodie an den ebenfalls der Komödie zuzuordnenden Film Vier für ein Ave Maria.

## Handlung
Paul und Eddie, zwei ziemlich tollpatschige Gesellen, kommen im Wilden Westen durch Zufall in den Besitz des Goldes, das die Jackson-Brüder erraubt haben. Bald werden sie aufgrund des Besitzes wegen Raubes verhaftet und ins Gefängnis gesteckt. Als sie mit Hilfe des Revolutionärs Mambo ausbrechen können, werden sie bald von den Jackson-Brüdern verfolgt und gestellt, die tatsächlich für das Verbrechen verantwortlich sind. Das Geld ist jedoch bereits nicht mehr da; daneben müssen sie sich, verstärkt durch den Wanderprediger Lazzaro, auch noch mit anderen Interessenten für das Edelmetall auseinandersetzen, so mit mexikanischen Revolutionären und einer Gruppe Glücksspielern, da sie versuchen, in einer Spielbank das Geld zurückzuholen.

## Kritik
Christian Keßler empfiehlt den Film als eine der lustigsten Westernkomödien, die er je gesehen habe. Die vier Hauptdarsteller machten aus der Parodie auf Vier für ein Ave Maria einen gelungenen Slapstick-Film, dessen Ziel die vollkommene Zerstörung sei, die von Kameramann Pallottini „sehr beweglich und passend“ eingefangen sei. Das italienische Magazin „King Cinema“ verglich die Darsteller Villaggio, Toffolo, Montesano und Lionello aufgrund ihrer Herkunft und Erfahrung im Cabaret, Fernsehen und nun im Film gar mit den Marx-Brothers.